# Municipio de Clover (condado de Pine)
El municipio de Clover (en inglés: Clover Township) es un municipio ubicado en el condado de Pine en el estado estadounidense de Minnesota. En el año 2010 tenía una población de 410 habitantes y una densidad poblacional de 4,37 personas por km².

## Geografía
El municipio de Clover se encuentra ubicado en las coordenadas 46°1′56″N 92°36′36″O / 46.03222, -92.61000. Según la Oficina del Censo de los Estados Unidos, el municipio tiene una superficie total de 93.73 km², de la cual 93.22 km² corresponden a tierra firme y (0.54%) 0.51 km² es agua.

## Demografía
Según el censo de 2010, había 410 personas residiendo en el municipio de Clover. La densidad de población era de 4,37 hab./km². De los 410 habitantes, el municipio de Clover estaba compuesto por el 92.93% blancos, el 0.73% eran afroamericanos, el 3.66% eran amerindios, el 0.98% eran asiáticos, el 0.24% eran isleños del Pacífico, el 0.49% eran de otras razas y el 0.98% pertenecían a dos o más razas. Del total de la población el 2.2% eran hispanos o latinos de cualquier raza.